# Ürkütlü, Sarıkaya
Ürkütlü là một xã thuộc huyện Sarıkaya, tỉnh Yozgat, Thổ Nhĩ Kỳ. Dân số thời điểm năm 2010 là 164 người.